# Jaroslav Škarvan
Jaroslav Škarvan   (Plzeň, 3 d'abril de 1944 - 21 de juny de 2022) fou un jugador d'handbol txecoslovac que va competir durant la dècada de 1970.
El 1972 va prendre part en els Jocs Olímpics de Múnic, on guanyà la medalla de plata en la competició d'handbol.